# Владимир (пароход)
«Владимир» — товаро-пассажирский пароход. Построен по заказу Русского общества пароходства и торговли (РОПиТ) на судоверфи «R.Napier & Sons» в Глазго. Участвовал в Русско-турецкой войне 1877—1878 годов. 27 июня 1894 года затонул после столкновения с итальянским пароходом «Columbia».

## Военная служба
Перед началом Русско-турецкой войны 1877—1878 годов пароход «Владимир» был передан в распоряжение командования Черноморского флота и зачислен в состав флота как пароход активной обороны. Его вооружили четырьмя 152-мм гаубицами и одним 87-мм орудием.
26—27 августа 1877 года «Владимир» совместно с пароходом «Веста», действуя в непосредственной близости от турецких броненосцев, эвакуировал из Гагр 18 раненых и около 600 русских офицеров и солдат, которых 28 августа доставил в Туапсе.
В 1878 году, для установки предполагавшегося минного заграждения у Босфора, «Владимир» был переоборудован в минный транспорт: на корме было установлено два специальных желоба для сбрасывания мин на ходу.

## Гражданская служба
В 1879 году пароход был возвращён РОПиТ. В 1882 году пароход подвергся капитальной перестройке, при этом на судне был возведен спардек, где разместили дополнительные пассажирские помещения 1-го (80 мест) и 2-го (52 места) классов. В помещениях 3-го класса размещалось на нарах ещё 600 человек.

## Катастрофа
В ночь с 26 на 27 июня (9 июля) 1894 года пароход «Владимир» следовал рейсом Севастополь — Одесса. Капитан парохода «Владимир» Криун, заметив приближение встречного парохода «Columbia», следующего из Очакова в Евпаторию, изменил свой курс влево, во избежание столкновения пароходов, надеясь, что «Колумбия» будет сворачивать в противоположную сторону. Однако, «Columbia» продолжала следовать своим ходом и лишь за несколько секунд до столкновения свернула вправо, вместо того, чтобы свернуть влево. В итоге в 32 милях от мыса Тарханкут итальянский пароход «Columbia» на полном ходу врезался в правый борт передней части «Владимира». От полученных повреждений «Владимир» затонул. 
Большую часть пассажиров подобрало судно "Синеус", по прибытии которого началась спасательная операция. Этот же корабль отконвоировал итальянский пароход в порт Одессы. 
Из 250 пассажиров и экипажа парохода погибло 70 пассажиров, два матроса и четыре человека из обслуживающего персонала, спаслось 174 человека.
Дело о крушении парохода слушалось с  1894 году в Одесском окружном суде. Капитан парохода «Владимир» Криун обвинялся в том, что: "не замедлил хода, не застопорил машин и не дал задний ход, когда катастрофа была уже очевидной"; а также "не принял никаких мер к устранению повреждений и обеспечению на корабле необходимого порядка". Его защищал двоюродный брат (Газета "Дальний Восток", 19 ноября 1895 г) Н. П. Карабчевский. Точно также и капитан итальянского парохода "Колумбия" Пеше, итальянский подданный, обвинялся в совершении неправильных маневров парохода и допущении ряда нарушений правил о безопасности движения на море. (Газета "Дальний Восток", 19 ноября 1895 г). До рассмотрения уголовного дела по существу были поданы гражданские иски от потерпевших на общую сумму более 106 тыс. руб. (не считая гражданского иска РОПиТ). (Газета "Кавказ", 1894, №227) 
Суд постановил признать виновным капитана парохода «Владимир» Криуна. Его приговорили к четырем месяцам тюрьмы и церковному покаянию, а впоследствии от наказания освободили. 
В сенате дело о крушении слушалось в ноябре 1895 года, где интересы РОПиТ представляли присяжные поверенные, Лавинский и Шаховцов (Газета "Дальний Восток", 19 ноября 1895 г).

### Известные личности среди погибших
- Гронский, Павел Ефимович — разработчик проекта Южнобережной железной дороги, известный инженер-путеец штабс-капитан погиб при аварии, с ним пропали и все проектные документы[4][5].
- Кувшинов, Сергей Михайлович — фабрикант и общественный деятель, владелец писчебумажной фабрики в с. Каменном (ныне Кувшиново)
- Чернышева, Ольга Андреевна — гражданская супруга пермского купца Михаила Федоровича Каменского, мать купцов Федора Каменских и Василия Каменских. Благодаря умению плавать несовершеннолетние сыновья продержались на воде более часа и спаслись[1].